# رودخانه شهرآب
رودخانه شهرآب یکی از رودخانه‌های استان مرکزی است که در شهرستان تفرش قرار دارد. این رود از کوههای تخت رستم سرچشمه می‌گیرد و پس از گذر کردن دشت واشقان به شهرآب و از آنجا به زرتوشه، تاج‌آباد، ولاشجرد (فراهان)، خوشدون (فراهان) وارد تالاب میقان می‌شود.